# Sotolone
Il sotolone, noto anche come zucchero lattone,  è un lattone e un composto aromatico dalle proprietà organolettiche molto peculiari: ha il caratteristico odore di fieno greco o di curry e a volte noce irrancidita ad alte concentrazioni, e di sciroppo d'acero, caramello o zucchero bruciato, a concentrazioni minori.

## Usi alimentari
Il sotolone è utilizzabile come additivo alimentare, è il principale aroma e sapore che compone i semi del fieno greco e del levistico, ed è uno dei tanti componenti aromatici del sapore dello sciroppo d'acero artificiale.
L'aroma è presente anche nella melassa, nel rum invecchiato, nel sakè invecchiato, nei vini bianchi secchi (specie se invecchiati), nel flor sherry,, nella salsa di soia e nei corpi fruttiferi secchi del fungo Helvus lactarius.

## Effetti sul corpo umano
Il sotolone può restare relativamente immutato nei processi metabolici dell'organismo, e il consumo di cibi ad alto contenuto di sotolone, come il fieno greco, può conferire al sudore e all'urina un aroma di sciroppo d'acero.
In alcuni individui affetti dalla malattia delle urine a sciroppo d'acero, il sotolone si produce spontaneamente e viene escreto nelle urine. Ciò conferisce ad esse il caratteristico odore tipico di questa malattia.